# Bartosz Piasecki
Bartosz Mariusz Piasecki (Tczew, Polonia, 9 de diciembre de 1986) es un deportista noruego que compite en esgrima, especialista en la modalidad de espada.
Participó en los Juegos Olímpicos de Londres 2012, obteniendo una medalla de plata en la prueba individual. En los Juegos Europeos de Bakú 2015 obtuvo una medalla de bronce en la misma prueba.

## Palmarés internacional
| Juegos Olímpicos | Juegos Olímpicos      | Juegos Olímpicos  | Juegos Olímpicos  |
| Año              | Lugar                 | Medalla           | Prueba            |
| ---------------- | --------------------- | ----------------- | ----------------- |
| 2012             | Londres (Reino Unido) | Medalla de plata  | Espada individual |
| Juegos Europeos  |                       |                   |                   |
| Año              | Lugar                 | Medalla           | Prueba            |
| 2015             | Bakú (Azerbaiyán)     | Medalla de bronce | Espada individual |